# Latvijski evrokovanci
Latvijski evrokovanci so v obtoku od 1. januarja 2014 ob uvedbi evra, katerega predhodnik je bil latvijski lat. Latvija je članica Evropske unije in Ekonomske in monetarne unije od 1. maja 2004.
Podobe za nacionalno stran kovancev so bile izbrane javno v juliju 2006 na domači spletni strani Banke Latvije.

## Podoba latvijskih evrokovancev
| Latvijski evrokovanci – zadnja stran                                                | Latvijski evrokovanci – zadnja stran | Latvijski evrokovanci – zadnja stran                                                           |
| 0,01 €                                                                              | 0,02 €                               | 0,05 €                                                                                         |
| ----------------------------------------------------------------------------------- | ------------------------------------ | ---------------------------------------------------------------------------------------------- |
|                                                                                     |                                      |                                                                                                |
| Mali grb Latvije                                                                    |                                      |                                                                                                |
| 0,1 €                                                                               | 0,2 €                                | 0,5 €                                                                                          |
|                                                                                     |                                      |                                                                                                |
| Veliki grb Latvije                                                                  |                                      |                                                                                                |
| 1 €                                                                                 | 2 €                                  | Rob kovanca za 2 €                                                                             |
|                                                                                     |                                      | Besede DIEVS SVĒTĪ LATVIJU (Bog, blagoslovi Latvijo v latvijščini) prekinjene s tremi zvezdami |
| Portret latvijskega dekleta – motiv iz kovanca za 5 latsov izpred 2. svetovne vojne |                                      |                                                                                                |
|                                                                                     |                                      |                                                                                                |